# Crusebjörn
Crusebjörn (Krusebjörn) var en svensk adelsätt med nummer 136 på Riddarhuset.
Stamfader var Frans Kruse, en handelsman i Lübeck, som var far till Peter Kruse, som inkom till Stockholm i Sverige där han först var handelsman och sedan direktör för Handelskompaniet. År 1622 adlades han med bibehållet namn, men på grund av namnkonflikt med andra på Riddarhuset som hette Kruse beslutades han att hans efterkommande skulle kalla sig Crusebjörn. 
Peter Kruse blev sedermera landshövding i Dalarna och Kopparbergslagen, och skrev sig till Ornäs och Kullerstad. Hans hustru Cecilia Rehn var dotter till en borgare i Stockholm. De fick sex barn, varav två döttrar. En dotter gifte sig Croneborg, och den andra gifte sig först med borgmästaren Nils Månsson Store i Norrköping och sedan med Olof Carlsson Hising. En av sönerna förblev ogift, och ätten fortlevde sedan i tre grenar. En av sönerna, Frans Crusebjörn, var landshövding i Västernorrland och en annan, Jesper Crusebjörn, landshövding i Kopparbergs län. Till släkten hörde även landshövdingen och krigsministern Jesper Crusebjörn.
Ätten utgick på svärdssidan 1946 och på spinnsidan 1966.